# Rosa Maria Fusco
Rosa Maria Fusco (Matera, 15 giugno 1953) è una poetessa, saggista e critico letterario italiana.

## Biografia
Nasce a Matera nel 1953, ma vive a Tursi dove ha insegnato in scuole superiori. Poetessa, scrittrice, saggista e critico letterario, il suo nome è presente in numerose antologie italiane e straniere.
Ha collaborato a riviste e giornali come Salvo Imprevisti, Lotta Continua, Fronte popolare, Collettivo R, Dimensione, Duepiù, Nodi, Perimetro, Stazione di posta.
Operatrice culturale, ha partecipato condotto e ideato trasmissioni televisive e radiofoniche, firmando testi di programmi radiofonici e articoli su riviste.
Ha scritto un volume di saggistica letteraria dal titolo Le lucane, i percorsi della scrittura femminile in Basilicata. È appassionata d'arte moderna, organizza e presenta mostre. Nel giugno del 1961, ha curato, assieme a Giuseppe Settembrino la pubblicazione degli atti del convegno tenutosi a Potenza sul tema Il laboratorio poetico, i poeti, il pubblico, la poesia e Appunti per un'inchiesta sulla pittura in Basilicata.

## Poesie
- Gli Innamorati
- Il Mago
- Il matto
- Il mattino ha ancora galli
- La mia poesia è questa stanza
- La solitudine è un dono
- Non raccontatelo a noi
- Tutta la vita che perdo treni
- Tutto quello in cui affogo

## Pubblicazioni
- Le lucane, i percorsi della scrittura femminile in Basilicata, R. Perrino
- I corpi e le parole, Centro di iniziativa culturale Messapo, Siena, 1980[5]
- La luna delle ciliegie, Collettivo R, Firenze, 1985
- Arcana/mente, Libria, Melfi, 1990
- Iris & Peonie, Polistampa, Firenze, 1996[6]